# Казенник

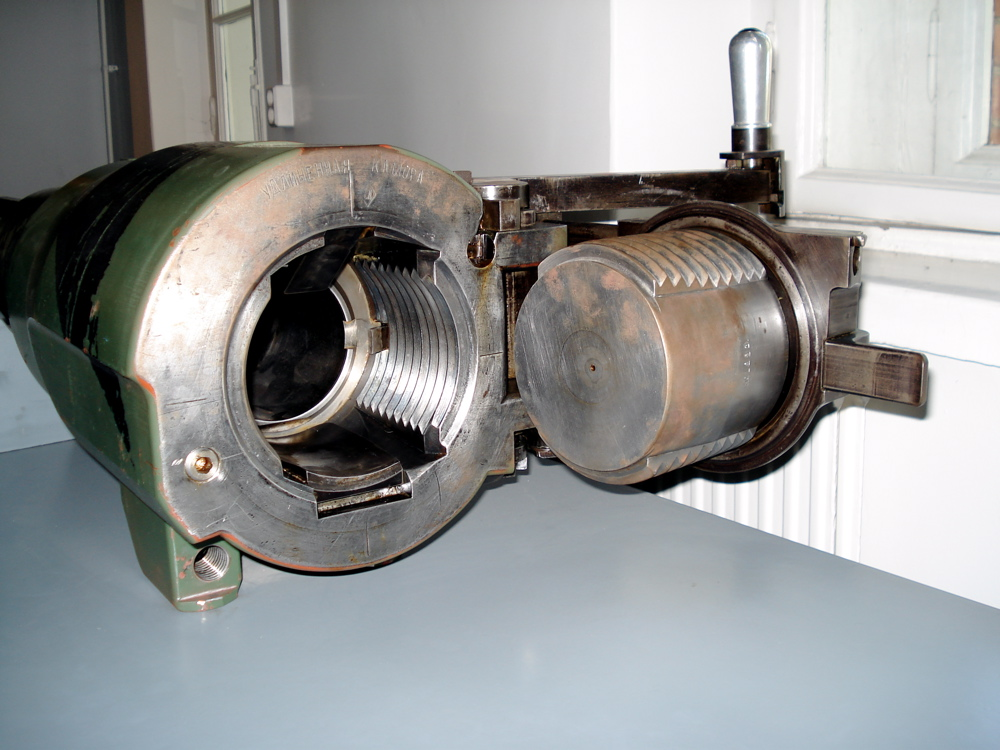
Магазин із затвором поршневого типу 122-мм гаубиці зразка 1910/30 років

Казе́нник, казенна частина або задо́к — задня частина артилерійського (мінометного) ствола, в якій розташований затвор. У сучасній стрілецькій зброї аналогічна за призначенням деталь називається ствольною коробкою або затворною коробкою, і, як правило, виконується конструктивно окремо від ствола. Назви «казенник», «казенна частина» пов'язані з тим, що на задній частині ствола ставилось «казенне» клеймо, що вказувало на приналежність гармати державі («казні»). Задній обріз ствола називається казенним зрізом (на протилежність дульному).

## Історія

### Артилерія

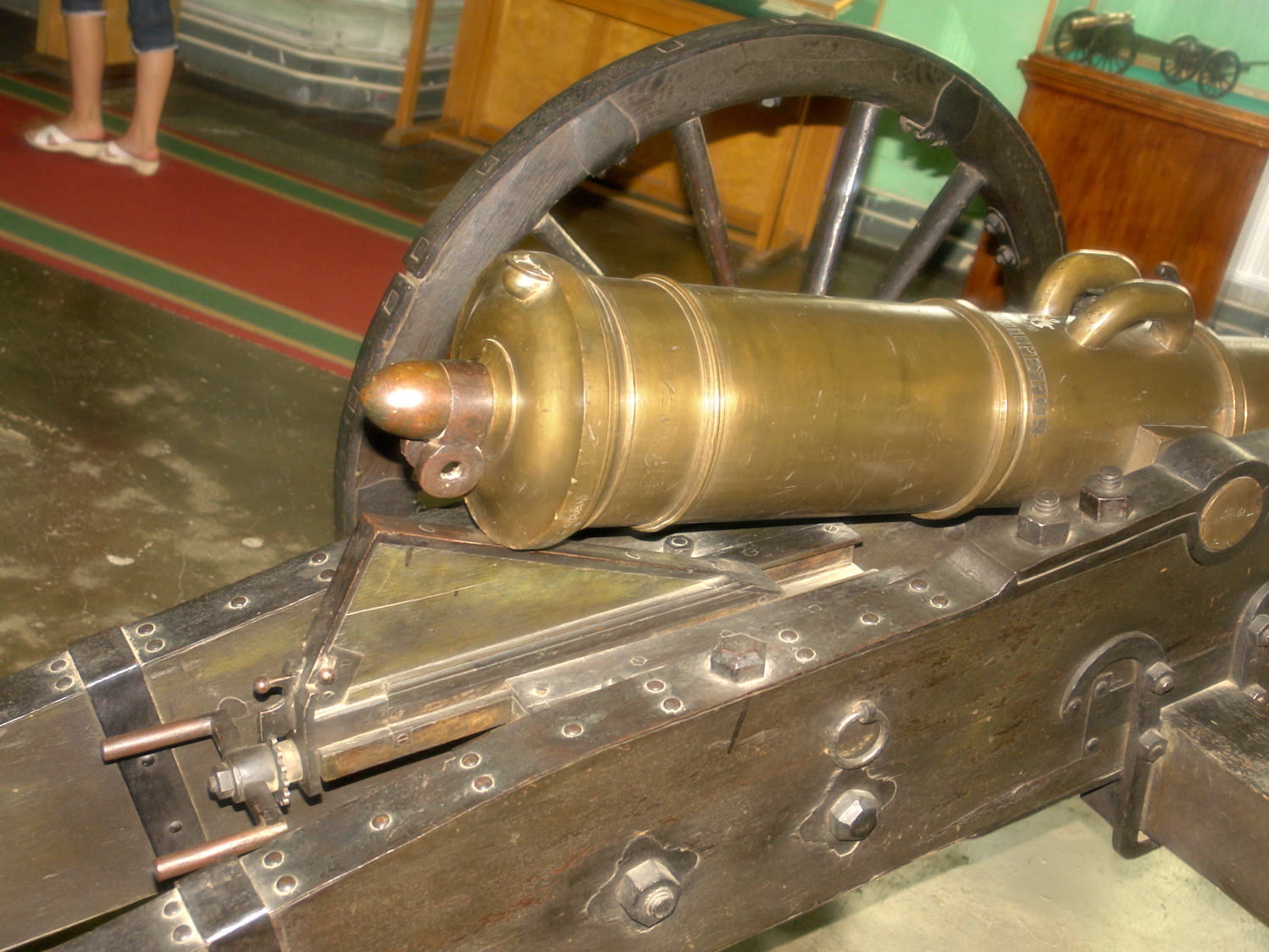
Казенник 95-мм польової гармати зразка 1805 р. Видно таріль, тарільний пояс і винград

На старовинних гарматах ствол являв собою циліндр (пізніше зрізаний конус), наглухо закритий із заднього кінця, який і називався казенною частиною чи казенником. Округле завершення казенника звалось таріль (торіль), кульоподібний виступ на ній — винград (виноград). Пояс (тобто потовщення на стволі) біля тарелі називався тарільним поясом. У казенній частині просвердлювали запалювальний отвір, що вів до зарядної камори й слугував для запалення заряду. Первісно запалювальний отвір був похилим, виходячи на поверхню тарелі, потім його стали робити вертикальним. Для захисту бронзи ствола від згубної дії порохових газів в отвір угвинчували мідну трубку — запалювальний гвинт. Після пострілу запалювальний отвір прочищали протравником — залізним стрижнем. Ще один протравник, мідний, використовувався для проколювання зарядного картуза в каморі (при картузовому заряджанні). Спочатку передача запалу здійснювалася через невелику кількість насипаного в отвір пороху, потім з'явилися запальні трубки.
Поява поршневого затвора уможливила заряджати гармати з казенника, а не з дула, як це практикувалось доти. Рухомий затвор замінив таріль і винград, ствол гармати став відкритим з обох кінців.

### Ручна зброя
У ранніх зразках ручної вогнепальної зброї, заряджуваної з дула, будова ствола була дуже схожою з будовою ствола гармати: закрита із заднього кінця трубка, споряджена запалювальним отвором. Задня частина ствола, куди поміщався заряд, називалася казенною частиною.

## Конструкція
Слід відрізняти казенник від камори, в якій розташовані пороховий заряд зі снарядом або унітарний постріл, — у стрілецькій зброї аналогічна за функціональним призначенням частина ствола іменується патронником.
Через затвор казенник сприймає тиск порохових газів при пострілі. Разом із затвором і гільзою казенника надійно замикає канал ствола. У задній частині ствола відбувається займання заряду. Казенник служить також для з'єднання ствола з противідкотними пристроями, а в деяких гарматах морської та берегової артилерії і для врівноваження їх хитної частини. У мінометах казенник є дном ствола.
У сучасних артилерійських системах казенник становить, як правило, окрему деталь.
Залежно від способу з'єднання зі стволом розрізняють уґвинтні та наґвинтні казенники. Наґвинтні казенники нагвинчуються на трубу або кожух ствола, або з'єднуються з ним за допомогою муфти (гайки). Наґвинтні задки з проміжною муфтою отримали найбільш широке поширення в наземній артилерії. Вґвинтні казенники мають менші габарити і застосовуються звичайно у великокаліберних гарматах з поршневими затворами. У гарматах малого калібру казенники можуть виготовлятися як одне ціле зі стволом.

## Інше
Казенником також називався ґвинт, що призначався для утворення дна каналу ствола в старовинній ручній зброї.